# Gwaun-Cae-Gurwen
Gwaun-Cae-Gurwen es una localidad situada en el condado de Neath-Port Talbot, en Gales (Reino Unido), con una población estimada a mediados de 2016 de 3141 habitantes.
Se encuentra ubicada al sur de Gales, entre Swansea, al oeste, y Cardiff, al este, y al norte del canal de Brístol.